# Balkan-Liga 1996/97
Die Saison 1996/97 war die dritte Spielzeit der Balkan-Liga, einer supranationalen Eishockeyliga aus Südosteuropa. Meister wurde Sportul Studentesc Bukarest.

## Modus
In der Hauptrunde absolvierte jede der vier Mannschaften insgesamt sechs Spiele. Der Erstplatzierte der Hauptrunde wurde Meister. Für einen Sieg erhielt jede Mannschaft zwei Punkte, bei einem Unentschieden gab es einen Punkt und bei einer Niederlage null Punkte.

## Hauptrunde
|    | Klub                        | Sp | S | U | N | Tore  | Punkte |
| -- | --------------------------- | -- | - | - | - | ----- | ------ |
| 1. | Sportul Studentesc Bukarest | 6  | 6 | 0 | 0 | 31:11 | 12     |
| 2. | HC Sfäntu-Gheorghe          | 6  | 3 | 0 | 3 | 23:21 | 6      |
| 3. | HK Roter Stern Belgrad      | 6  | 3 | 0 | 3 | 33:25 | 6      |
| 4. | HK Belgrad                  | 6  | 0 | 0 | 6 | 17:47 | 0      |